# عتاقه
عتاقه نام شهر و شهرستانی در استان سوئز مصر است.